# Vlăduleni (okręg Gorj)
Vlăduleni – wieś w Rumunii, w okręgu Gorj, w gminie Bâlteni. W 2011 roku liczyła 1063 mieszkańców.